# 伯爾辛嶺

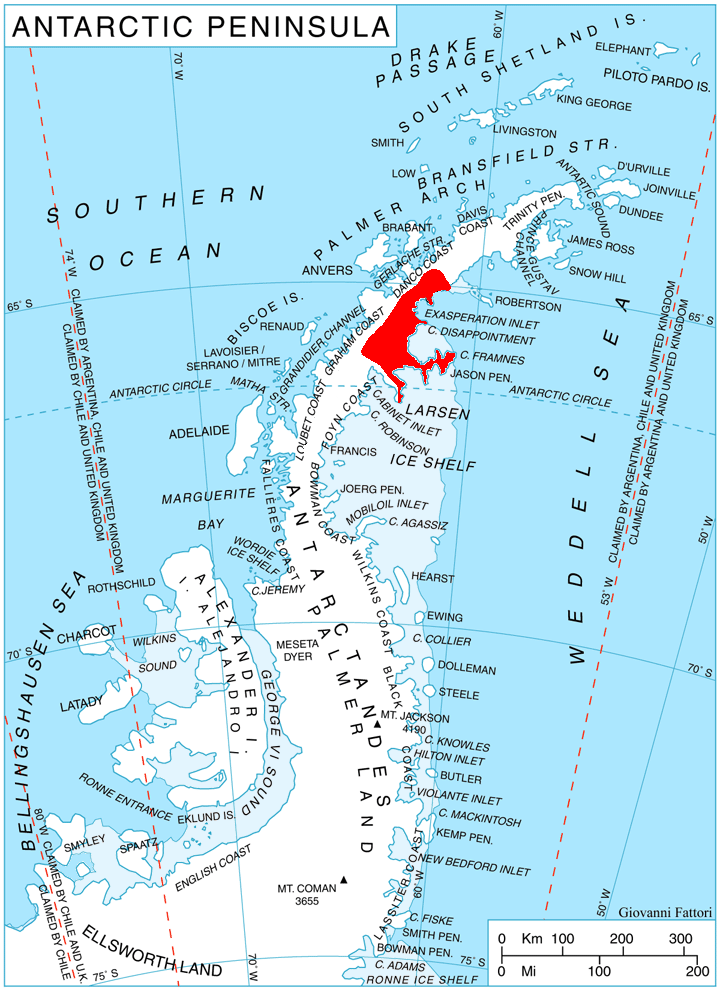

伯爾辛嶺是南極洲的山嶺，位於葛拉漢地，處於克倫冰川和斯托布冰川之間，全長14公里、寬5公里，海拔高度1,550米，以保加利亞西部的鄉鎮命名。

## 外部連結
- Bersin Ridge.（页面存档备份，存于） SCAR Composite Antarctic Gazetteer.

65°30′35″S 63°07′10″W / 65.50972°S 63.11944°W